# Titularbistum Phoba
Phoba (ital.: Foba) ist ein Titularbistum der römisch-katholischen Kirche.
Es geht zurück auf ein früheres Bistum der gleichnamigen antiken Stadt in der römischen Provinz Asia bzw. in der Spätantike Phrygia Pacatiana in der heutigen westlichen Türkei. Das Bistum gehörte der Kirchenprovinz Laodicea ad Lycum an.
| Titularbischöfe von Phoba |                               | |                   |                   |
| Nr.                       | Name                          | Amt | von               | bis               |
| 1                         | Bernard Cornelius O’Riley     | Apostolischer Vikar des Kaps der Guten Hoffnung, Western Distrikt (Südafrikanische Union)                                                               | 15. Juli 1925     | 21. Juli 1956     |
| 2                         | José Félix Pintado Blasco SDB | 13. November 1958 – 17. August 1963 Apostolischer Koadjutorvikar von Méndez, 17. August 1963 – 24. Januar 1981 Apostolischer Vikar von Méndez (Ecuador) | 13. November 1958 | 19. November 1987 |